# Valsavarenche
Valsavarenche is een gemeente gelegen in het gelijknamige bergdal in de Italiaanse regio Aostadal en telt 178 inwoners (31-12-2004). De oppervlakte bedraagt 138,5 km², de bevolkingsdichtheid is 1 inwoners per km².

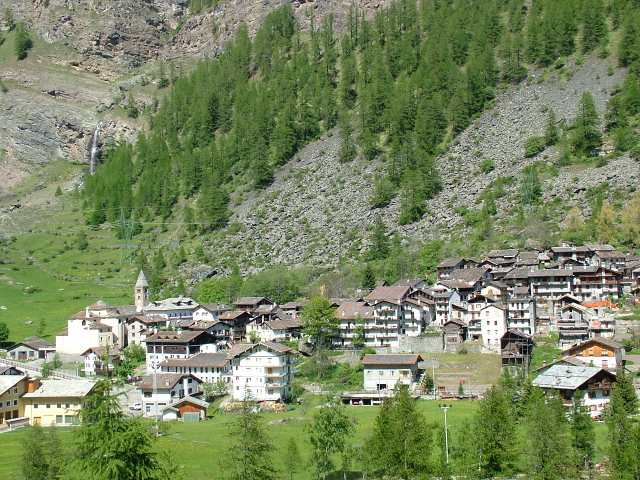
Dorp Dégioz
Bezoekerscentrum van het Nationaal Park Gran Paradiso, gemeentehuis en school.

## Demografie
Valsavarenche telt ongeveer 95 huishoudens. Het aantal inwoners daalde in de periode 1991-2001 met 9,1% volgens cijfers uit de tienjaarlijkse volkstellingen van ISTAT.
| Jaar | Inwoneraantal |
| ---- | ------------- |
| 1991 | 198           |
| 2001 | 180           |

## Geografie
Valsavarenche grenst aan de volgende gemeenten: Aymavilles, Ceresole Reale, Cogne, Introd, Noasca, Rhêmes-Notre-Dame, Rhêmes-Saint-Georges, Villeneuve.